# 강원특별자치도의 유형문화재
강원특별자치도의 유형문화재는 지방유형문화재 중에서 강원특별자치도 내에 있는 문화재를 의미한다.

## 지정목록
- 제1호 ~ 제100호
- 제101호 ~ 제200호